# Battle Ground (Indiana)
Battle Ground è un comune degli Stati Uniti d'America, nell'Indiana. La popolazione, stimata nel 2007, è di 1.419 abitanti.